# Zatvor ADX
Zatvor ADX (Administrative Maximum Unit, Florence) u državi Kolorado (SAD) je 1963. godine osmišljen kao zamena čuvenom Alkatrazu, a kada je otvoren 1994. godine, koncept zatvora dobio je u nekoj ideji i novo značenje. To je zatvor tipa "supermax" ergo totalna institucija maksimalne sigurnosti. 

## Karakteristike
Ovde se obavezno koriste represivne tehnike izolacije, a osuđenicima je dozvoljeno napuštanje ćelija samo devet sati nedeljno. Zatvorenici moraju da jedu, spavaju i obavljaju sve fiziološke potrebe u svojim ćelijama. Ograničava im se čak i pristup sunčevoj svetlosti kao i veštačkim izvorima svetlosti.U ovom utvrđenju gotovo da  i ne postoji ljudska interakcija. Čelični i betonski kavezi uništavaju bilo kakvu mogućnost komunikacije među zatvorenicima, a i komunikacija sa čuvarima je veoma ograničena. 
"Ovi momci nikada neće moći da izađu iz svojih ćelija, a kamoli da izađu u dvorište", izjavio je jednom prilikom Oscar Lopez Rivera, glavni projektant zatvora u Florensu. 
ADX Florens kako se skraćeno naziva ovaj zatvor poznat je po dugim, mučnim i bolnim torturama. Zatvorenici su smešteni u samicama po 23 sata dnevno najmanje godinu dana, a potom, u zavisnosti od njihove presude i ponašanja, takav tretman može biti i duži. U ovom zatvoru vlada totalno odsustvo ljudskih interakcija.
Aktivisti iz oblasti ljudskih prava ADX opisuju kao "čistu verziju pakla".